# Ведран Смайлович

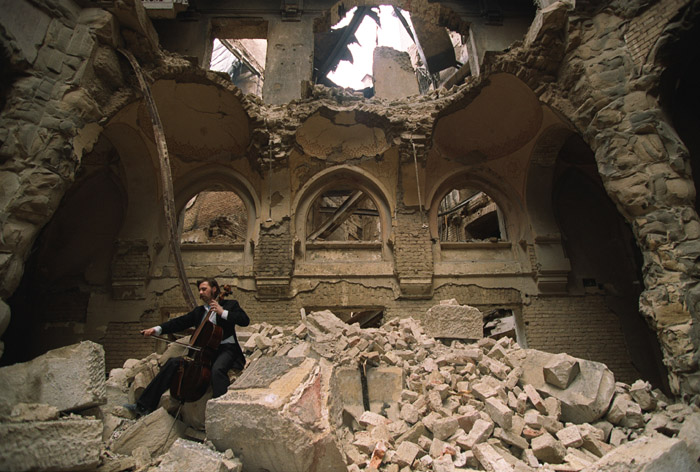
Ведран Смайлович виступає в частково зруйнованій Національній бібліотеці Сараєво в 1992 році.

Ведран Смайлович (нар. 11 листопада 1956), відомий як «віолончеліст Сараєва», — музикант з Боснії та Герцеговини. Під час облоги Сараєва він грав Адажіо Альбіноні G-мінор у зруйнованих будівлях і, часто під загрозою снайперів, грав під час похоронів. Він переїхав до Північної Ірландії і працює композитором, диригентом та виконавцем.

## Біографія
Він грав у Сараєвській опері, Сараєвській філармонії, Симфонічному оркестрі RTV Сараєво та Національному театрі Сараєво.
Смайлович вразив уяву людей у всьому світі, граючи на своїй віолончелі G-мінор Альбіноні протягом двадцяти двох днів на зруйнованій площі в центрі міста Сараєво після того, як мінометний вогонь убив двадцять двох людей, які чекали там їжі. Йому вдалося покинути Сараєво 1993 року, на другому році облоги, яка тривала з 5 квітня 1992 року по 29 лютого 1996 року (1425 днів) і його часто помилково ідентифікують як члена Сараївського струнного квартету, який грав під час облоги.
Канадська авторка Елізабет Велберн працювала разом зі Смайловічем над створенням дитячої книги «Відлуння від площі» (1998). Інший канадський автор, Стівен Галловей описав схожого персонажа в його бестселері 2008 роману, віолончеліст Сараєво. У книзі безіменний віолончеліст грає щодня о 16:00 22 дні, завжди в один і той же час і в одному місці, щоб вшанувати 22 людини, загиблих від мінометного вогню під час черги на хліб 26 травня 1992 року. Час мінометного обстрілу, є вигаданим. Смайлович публічно висловив обурення публікацією книги. Він сказав: «Вони викрали моє ім'я та особисті дані», і додав, що очікує вибачення та компенсації. У 2012 році відбулася зустріч між Смайловичем і Геллоуей, під час якої останній запевнив, що не хотів жодної шкоди, розповідаючи вигадані події.